# Lévoglucosane
Le lévoglucosane (C6H10O5) est un composé organique à six atomes de carbone, formé par pyrolyse de glucides comme l'amidon ou la cellulose. De ce fait, le lévoglucosane est utilisé comme traceur chimique de la combustion d'une quelconque fraction de la biomasse lorsqu'il s'agit d'étudier la composition chimique de l'atmosphère, en particulier sa teneur en particules en suspension.
Tout comme d'autres traceurs comme le potassium, l'oxalate et le cyanure de méthyle sous forme gazeuse, le taux de lévoglucosane s'est révélé être très fortement corrélé à la présence de feux de végétaux, car les gaz résultant de la pyrolyse du bois contiennent du lévoglucosane en quantité significative.
L'hydrolyse du lévoglucosane produit du glucose fermentable. Les matières lignocellulosiques possèdent donc un fort potentiel comme source de production de bioéthanol. Le lévoglucosane peut être utilisé pour synthétiser des polymères chiraux comme les polymères de glucose non hydrolysables.